# Bright Eyes (Blind Guardian-låt)
Bright Eyes är en singel av det tyska metalbandet Blind Guardian, släppt 1995. Den släpptes bara i Japan på det japanska skivbolaget Victor Entertainment och har samma omslag som den kommande singeln "Mr. Sandman" 1996. Låtlistan är annorlunda än "Mr. Sandman" då den innehåller demoversionen av "A Past and Future Secret". Demoversioner av "Imaginations From The Other Side" och "A Past And Future Secret" har några textskillnader jämfört med samma version på fullängdsalbumet Imaginations From the Other Side.

## Låtlista
1. "Bright Eyes" (Edited Version) – 4:05
2. "Mr. Sandman" – 2:11
3. "Hallelujah" – 3:18
4. "Imaginations from the Other Side" (Demo Version) – 7:14
5. "A Past and Future Secret" (Demo Version) – 3:36

## Medverkande
- Hansi Kürsch - sång
- André Olbrich - gitarrer
- Marcus Siepen - gitarrer
- Thomen Stauch - trummor